# Eriocaulon steinbachii
Eriocaulon steinbachii là một loài thực vật có hoa trong họ Eriocaulaceae. Loài này được (Moldenke) Moldenke mô tả khoa học đầu tiên năm 1947.